# ستان مونتغومري
ـستان مونتغومري (بالإنجليزية: Stan Montgomery)‏ (7 يوليو 1920 في المملكة المتحدة - 5 أكتوبر 2000 بكارديف في المملكة المتحدة) هو لاعب كركيت ولاعب كرة قدم بريطاني (وحمل سابقاً جنسية المملكة المتحدة لبريطانيا العظمى وأيرلندا) في مركز الدفاع. لعب مع كارديف سيتي ونادي تون بينتري ونادي سانت إيلي تاون ونادي ساوثيند يونايتد ونيوبورت كونتي وهال سيتي ونادي ووستر سيتي ونادي رومفورد ‏.